# Nadezhda Sevostianova
Nadezhda Sevostianova –en ruso, Надежда Севостьянова– (2 de septiembre de 1953) es una deportista soviética que compitió en remo. Participó en los Juegos Olímpicos de Montreal 1976, obteniendo una medalla de bronce en la prueba de cuatro con timonel.

## Palmarés internacional
| Juegos Olímpicos | Juegos Olímpicos  | Juegos Olímpicos  | Juegos Olímpicos   |
| Año              | Lugar             | Medalla           | Prueba             |
| ---------------- | ----------------- | ----------------- | ------------------ |
| 1976             | Montreal (Canadá) | Medalla de bronce | Cuatro con timonel |